# Campionati europei di atletica leggera 2012 - Salto in lungo maschile

## Podio
| #       | Atleta          | Nazionalità | Misura |
| ------- | --------------- | ----------- | ------ |
| Oro     | Sebastian Bayer | Germania    | 8.34   |
| Argento | Luis Méliz      | Spagna      | 8.21   |
| Bronzo  | Michel Tornéus  | Svezia      | 8.17   |

## Record
Prima di questa competizione, il record del mondo (RM), il record europeo (EU) e il record dei campionati (RC) sono i seguenti:
| Record                | Prestazione | Atleta         | Data                      | Competizione |
| --------------------- | ----------- | -------------- | ------------------------- | ------------ |
| Record mondiale       | 8.95m       | Mike Powell    | 30 agosto 1991 Tokyo      |              |
| Record europeo        | 8.86m       | Robert Ėmmijan | 22 maggio 1987 Cachkadzor |              |
| Record dei campionati | 8.47m       | Christian Reif | 1º agosto 2010 Barcellona | Europei 2010 |

## Programma
| Data           | Ora   | Turno          |
| -------------- | ----- | -------------- |
| 29 giugno 2012 | 13:50 | Qualificazioni |
| 1º luglio 2012 | 17:45 | Finale         |

## Risultati

### Qualificazioni
Accedono alla finale gli atleti che ottengono 8.05 m o le 12 migliori misure
| Pos | Gruppo | Atleta                | Nationalità | #1   | #2   | #3   | Risultato | Note   |
| --- | ------ | --------------------- | ----------- | ---- | ---- | ---- | --------- | ------ |
| 1   | A      | Sebastian Bayer       | Germania    | 8.34 |      |      | 8.34      | Q      |
| 2   | B      | Michel Tornéus        | Svezia      | 8.07 |      |      | 8.07      | Q, =SB |
| 3   | A      | Luis Méliz            | Spagna      | 7.80 | 8.06 |      | 8.06      | Q, SB  |
| 4   | A      | Morten Jensen         | Danimarca   | x    | x    | 8.06 | 8.06      | Q, SB  |
| 5   | A      | Jj Jegede             | Regno Unito | 7.77 | x    | 8.01 | 8.01      | q, SB  |
| 6   | A      | Tommi Evilä           | Finlandia   | x    | 7.69 | 8.01 | 8.01      | q, =SB |
| 7   | A      | Roni Ollikainen       | Finlandia   | 8.00 | 7.90 | 7.76 | 8.00      | q      |
| 8   | B      | Marcos Chuva          | Portogallo  | 7.79 | 7.81 | 7.96 | 7.96      | q, SB  |
| 9   | A      | Salim Sdiri           | Francia     | 7.80 | 7.71 | 7.96 | 7.96      | q      |
| 10  | A      | Tomasz Jaszczuk       | Polonia     | 7.80 | 7.94 | x    | 7.94      | q      |
| 11  | B      | Eusebio Cáceres       | Spagna      | 7.92 | 7.84 | 7.66 | 7.92      | q      |
| 12  | B      | Kafétien Gomis        | Francia     | 7.44 | 7.24 | 7.89 | 7.89      | q      |
| 13  | B      | Chris Tomlinson       | Regno Unito | 7.84 | 7.12 | 7.61 | 7.84      |        |
| 14  | B      | Dimítrios Diamantáras | Grecia      | 7.81 | 7.80 | 7.79 | 7.81      |        |
| 15  | B      | Pavel Shalin          | Russia      | 7.81 | 7.72 | 7.70 | 7.81      |        |
| 16  | A      | Aleksandr Petrov      | Russia      | x    | x    | 7.81 | 7.81      |        |
| 17  | B      | Alyn Camara           | Germania    | 7.80 | 7.79 | x    | 7.80      |        |
| 18  | B      | Štěpán Wagner         | Rep. Ceca   | 7.80 | 7.72 | 7.75 | 7.80      |        |
| 19  | A      | Roman Novotný         | Rep. Ceca   | 7.80 | x    | x    | 7.80      |        |
| 20  | B      | Alexandru Cuharenco   | Moldavia    | 7.79 | 7.68 | 7.75 | 7.79      | SB     |
| 21  | B      | Julian Reid           | Regno Unito | 7.37 | 7.73 | 7.40 | 7.73      | SB     |
| 22  | B      | Nils Winter           | Germania    | x    | 7.71 | 7.61 | 7.71      |        |
| 23  | B      | Mikko Kivinen         | Finlandia   | 7.63 | 7.65 | 7.69 | 7.69      |        |
| 24  | A      | Vardan Pahlevanyan    | Armenia     | x    | 7.44 | 7.67 | 7.67      |        |
| 25  | A      | Yeóryios Tsákonas     | Grecia      | 7.64 | 7.62 | 7.63 | 7.64      |        |
| 26  | A      | Frédéric Erin         | Francia     | 7.35 | 7.53 | 6.75 | 7.53      |        |
| 27  | A      | Rain Kask             | Estonia     | 7.28 | 7.50 | x    | 7.50      | =PB    |
| 28  | A      | Kristinn Torfason     | Islanda     | 7.49 | 7.41 | 7.44 | 7.49      |        |
| 29  | B      | Arsen Sargsyan        | Armenia     | 7.28 | 7.47 | 7.44 | 7.47      |        |
| 30  | B      | Boleslav Skhirtladze  | Georgia     | x    | x    | 7.23 | 7.23      |        |
| 31  | A      | Dragoje Rajković      | Montenegro  | x    | 6.34 | x    | 6.34      |        |
| 32  | B      | Jānis Leitis          | Lettonia    | x    | x    | 5.88 | 5.88      |        |
|     | A      | Povilas Mykolaitis    | Lituania    | x    | –    | –    | NM        |        |
|     | B      | Nikolay Atanasov      | Bulgaria    | x    | x    | –    | NM        |        |
|     | B      | Dino Pervan           | Croazia     | x    | x    | x    | NM        |        |
|     | A      | Andreas Otterling     | Svezia      | x    | x    | x    | NM        |        |
|     | A      | Marko Prugovečki      | Croazia     | x    | x    | x    | NM        |        |

### Finale
| Pos     | Atleta          | Nazionalità | #1   | #2   | #3   | #4   | #5   | #6   | Risultato | Note |
| ------- | --------------- | ----------- | ---- | ---- | ---- | ---- | ---- | ---- | --------- | ---- |
| Oro     | Sebastian Bayer | Germania    | x    | x    | 8.03 | 8.09 | 8.33 | 8.34 | 8.34      | SB   |
| Argento | Luis Méliz      | Spagna      | 7.97 | 8.21 | 8.05 | 7.87 | x    | 7.60 | 8.21      | SB   |
| Bronzo  | Michel Tornéus  | Svezia      | 8.17 | x    | 8.14 | x    | x    | –    | 8.17      | SB   |
| 4       | Jj Jegede       | Regno Unito | 7.80 | 8.10 | 7.47 | x    | x    | 7.62 | 8.10      |      |
| 5       | Eusebio Cáceres | Spagna      | 7.62 | x    | 7.92 | 7.65 | 7.99 | 8.06 | 8.06      | SB   |
| 6       | Roni Ollikainen | Finlandia   | x    | 8.05 | 7.88 | 7.67 | 7.74 | x    | 8.05      | =NUR |
| 7       | Marcos Chuva    | Portogallo  | x    | 7.90 | 7.92 | 7.44 | 7.84 | x    | 7.92      |      |
| 8       | Tomasz Jaszczuk | Polonia     | x    | 7.90 | x    | 7.65 | x    | 7.71 | 7.90      |      |
| 9       | Kafétien Gomis  | Francia     | 7.66 | x    | 7.88 |      |      |      | 7.88      |      |
| 10      | Tommi Evilä     | Finlandia   | x    | 7.79 | x    |      |      |      | 7.79      |      |
| 11      | Morten Jensen   | Danimarca   | x    | 7.56 | x    |      |      |      | 7.56      |      |
| 12      | Salim Sdiri     | Francia     | 7.48 | x    | x    |      |      |      | 7.48      |      |